# نيك رينغ
نيك رينغ (بالإنجليزية: Nick Ring) (10 فبراير 1979 بسيدار فولز في الولايات المتحدة - ) هو ملاكم كيك بوكسينغ وملاكم تايلندي وملاكم أمريكي، صنّف ضمن فئة وزن الكروزر (ملاكمة).

## روابط خارجية
- نيك رينغ على موقع بوكس ريك (الإنجليزية) (registration required)
- نيك رينغ على موقع بيلاتور (الإنجليزية)
- نيك رينغ على موقع شيردوغ (الإنجليزية)